# Tephrosia vogelii
Tephrosia vogelii, o barbasco guineano, es una especie de planta con flores del género Tephrosia.

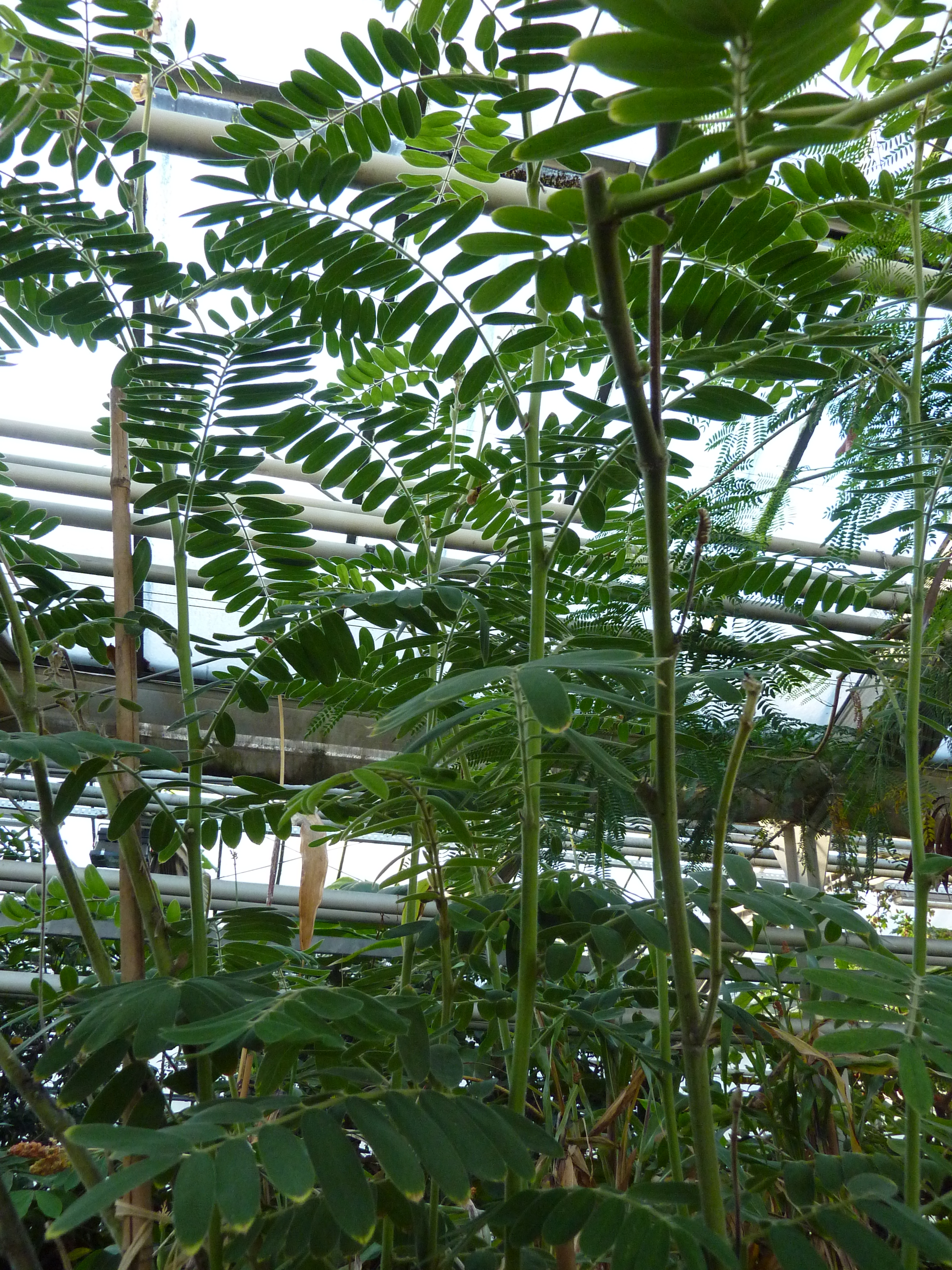
Vista de la planta

## Distribución y hábitat
Tephrosia vogelii es una hierba o árbol pequeño que es nativa de África tropical y también se ha utilizado en la América tropical, así como el sur y sudeste de Asia.

## Descripción
Es un pequeño árbol utilizado por los agricultores en numerosos países de África para deshacerse de las plagas en el ganado, para controlar las plagas en los campos de cultivo como un pesticida orgánico, mejora la fertilidad del suelo, y es un medicamento para enfermedades de la piel y los gusanos internos, y para su uso en el almacenamiento de los cultivos. Es una hierba suave y amaderado con follaje denso. Alcanza un tamaño 0,5-4 m de altura, y contiene los tallos y ramas con los pelos marrones blancas u oxidadas cortas y largas. Hojas largas y estrechas se ramifican a partir de los tallos, así como de saco formas que contienen las semillas de la planta para la reproducción. El uso de "extracto de hoja de Tephrosia vogelii de bajo costo se está extendiendo a los agricultores en el centro de Kenia", y ha sido muy exitoso en términos de sus resultados.

## Usos
Se utiliza comúnmente para eliminar las plagas y enfermedades, pulgas y garrapatas en animales específicamente. No es adecuado para el ganado o consumo humano, ya que no es muy nutritivo y puede ser tóxico para los peces y otros animales. El hambre y la pobreza en todo el mundo es un problema creciente y esta planta se puede utilizar como solución para ayudar a aliviar este problema.
Principios activos
Deguelin y tephrosin pueden encontrarse en Tephrosia vogelii.

## Taxonomía
Tephrosia vogelii fue descrita por Joseph Dalton Hooker y publicado en Journal of the Proceedings of the Linnean Society 4(Suppl.): 111–112. 1860.
Etimología
Tephrosia: nombre genérico que deriva de las palabras griegas: τεφρος (tephros), que significa "ceniciento", en referencia a la coloración grisácea dado a las hojas por sus densos tricomas.
vogelii: epíteto otorgado en honor del botánico Julius Rudolph Theodor Vogel.
Sinonimia
- Cracca vogelii (Hook.f.) Kuntze[8]